# Keith Allen (ishockeyspelare)
Courtney Keith Allen, född 21 augusti 1923, död 4 februari 2014, var en kanadensisk professionell ishockeyspelare, ishockeytränare och ishockeyledare.

## Spelare
Allen tillbringade två säsonger i den nordamerikanska ishockeyligan National Hockey League (NHL), där han spelade för ishockeyorganisationen Detroit Red Wings. Han producerade fyra poäng (fyra assists) samt drog på sig åtta utvisningsminuter på 28 grundspelsmatcher. Han spelade också på lägre nivåer bland annat för Buffalo Bisons, Springfield Indians och Syracuse Warriors i American Hockey League (AHL).

### Statistik
| 1940–1941  | Saskatoon Quakers    | N-SJHL     | 10  | 4  | 0   | 4   | 2   | 2  | 1 | 0 | 1 | 2 |
| 1941–1942  | Washington Eagles    | EMHL       | 60  | 13 | 11  | 24  | 27  | 8  | 0 | 1 | 1 | 0 |
| 1942–1943  | Buffalo Bisons       | AHL        | 55  | 1  | 14  | 15  | 29  | 7  | 1 | 0 | 1 | 0 |
| 1943–1944  | Saskatoon Navy       | SSHL       | 15  | 9  | 7   | 16  | 12  | 1  | 0 | 0 | 0 | 0 |
| 1944–1945  | Saskatoon Navy       | N-SJHL     | 5   | 0  | 1   | 1   | 0   | —  | — | — | — | — |
| 1945–1946  | Saskatoon Elks       | WCSHL      | 33  | 5  | 4   | 9   | 42  | 3  | 1 | 0 | 1 | 6 |
| 1946–1947  | Springfield Indians  | AHL        | 61  | 2  | 8   | 10  | 23  | 2  | 0 | 0 | 0 | 0 |
| 1947–1948  | Springfield Indians  | AHL        | 51  | 2  | 12  | 14  | 12  | —  | — | — | — | — |
| 1948–1949  | Springfield Indians  | AHL        | 68  | 3  | 28  | 31  | 28  | 3  | 1 | 0 | 1 | 4 |
| 1949–1950  | Springfield Indians  | AHL        | 69  | 3  | 17  | 20  | 30  | 2  | 0 | 2 | 2 | 0 |
| 1950–1951  | Springfield Indians  | AHL        | 70  | 8  | 34  | 42  | 18  | 3  | 0 | 0 | 0 | 0 |
| 1951–1952  | Syracuse Warriors    | AHL        | 67  | 4  | 17  | 21  | 24  | —  | — | — | — | — |
| 1952–1953  | Syracuse Warriors    | AHL        | 64  | 1  | 18  | 19  | 24  | 2  | 0 | 0 | 0 | 0 |
| 1953–1954  | Detroit Red Wings    | NHL        | 10  | 0  | 4   | 4   | 2   | 5  | 0 | 0 | 0 | 0 |
|            | Saints de Sherbrooke | LHSQ       | 3   | 0  | 1   | 1   | 4   | —  | — | — | — | — |
|            | Syracuse Warriors    | AHL        | 47  | 6  | 17  | 23  | 14  | —  | — | — | — | — |
| 1954–1955  | Detroit Red Wings    | NHL        | 18  | 0  | 0   | 0   | 6   | —  | — | — | — | — |
|            | Edmonton Flyers      | WHL        | 34  | 4  | 12  | 16  | 10  | 9  | 0 | 2 | 2 | 6 |
| 1955–1956  | Brandon Regals       | WHL        | 69  | 0  | 13  | 13  | 40  | —  | — | — | — | — |
| 1956–1957  | Seattle Americans    | WHL        | 41  | 0  | 6   | 6   | 0   | —  | — | — | — | — |
| NHL totalt | NHL totalt           | NHL totalt | 28  | 0  | 4   | 4   | 8   | 5  | 0 | 0 | 0 | 0 |
| AHL totalt | AHL totalt           | AHL totalt | 552 | 30 | 165 | 195 | 202 | 19 | 2 | 2 | 4 | 4 |
| WHL totalt | WHL totalt           | WHL totalt | 144 | 4  | 31  | 35  | 50  | 9  | 0 | 2 | 2 | 6 |

## Tränare
1956 blev Allen utsedd som spelande tränare för Seattle Americans och ett år senare valde han sluta som ishockeyspelare och vara tränare på heltid. 1958 bytte Seattle Americans namn till Seattle Totems och under den första säsongen med det nya lagnamnet vann de Lester Patrick Cup, som var WHL:s pokal till det lag som vann ligans slutspel. Han var på tränarposten fram till 1965. 1967 genomgick NHL en utvidgning och Philadelphia Flyers som var en av de nystartade ishockeyorganisationerna anställde Allen som tränare. Han var på den posten i två säsonger innan han blev befordrad till general manager. Det var som general manager som han var mest lyckosam, när han var den ytterst ansvarige för det lagbygge som ledde fram till att Flyers spelade Stanley Cup-final fyra gånger (1973–1974, 1974–1975, 1975–1976 och 1979–1980) och som resulterade i två raka Stanley Cup-titlar (1973–1974 och 1974–1975). Han var även general manager för Flyers samarbetspartner Maine Mariners i AHL mellan 1977 och 1981 samt gjorde ett inhopp som tillfällig tränare säsongen 1977–1978. 1980 utsågs Allen till exekutiv vicepresident för Flyers och tre år senare slutade han som general manager. Han behöll dock positionen som exekutiv vicepresident fram till sin död.
1988 fick Allen ta emot Lester Patrick Trophy för sina insatser för ishockeyn i USA och 1992 blev han invald i Hockey Hall of Fame på grund av sina meriter som lagbyggare.

### Statistik
| Lag                 | År        | Grundserie | Grundserie | Grundserie | Grundserie | Grundserie | Grundserie | Slutspel                   |  |
| Lag                 | År        | Matcher    | Vinster    | Förluster  | Oavgjorda  | Poäng      | Placering  | Resultat                   |  |
| ------------------- | --------- | ---------- | ---------- | ---------- | ---------- | ---------- | ---------- | -------------------------- |  |
| Philadelphia Flyers | 1967–1968 | 74         | 31         | 32         | 11         | 73         | 1:a i West | Förlorade i första rundan. |  |
| Philadelphia Flyers | 1968–1969 | 76         | 20         | 35         | 21         | 61         | 3:a i West | Förlorade i första rundan. |  |
| Totalt              | Totalt    | 150        | 51         | 67         | 33         | 134        |            |                            |  |

## Privatliv
Den 4 februari 2014 avled Allen i komplikationer av sin demenssjukdom.
| ”                                                                    | Keith was the first coach in the history of the Philadelphia Flyers and a man for whom I have tremendous respect. Over the years he became one of my closest confidants and one of my best friends. I will never forget all of the many memories we shared together. | „ |
| – Flyers grundare, styrelseordförande och minoritetsägare, Ed Snider | |   |